# Truy sát (phim 2016)
Truy sát (tựa tiếng Anh: Tracer) là một bộ phim hành động võ thuật Việt Nam 2016 của đạo diễn Ngô Quốc Cường, đạo diễn Trung Lý và diễn viên chính Trương Ngọc Ánh, Thiên Nguyễn, Lâm Vissay, Cường Seven, Maria Trần, Marcus Guilhem, Hiếu Nguyễn, Thịnh Vinh, Hồng Quế và Quang Huân. Phim dựa theo kịch bản gốc được viết bởi Nguyễn Thị Như Khánh. Phim đã được phát hành tại Việt Nam vào ngày 22 tháng 4 năm 2016 và ngày 5 tháng 5 năm 2016 trên khắp các rạp chiếu phim Úc và New Zealand.

## Nội dung
Nguyễn An An là nữ sĩ quan đặc nhiệm của lực lượng công an, cô có người bạn thân là Trưởng phòng Minh. Họ đang điều tra về một tổ chức tội phạm mang tên Băng Sói, cầm đầu bởi Lộc Sói. An đến một buổi đấu giá thì thấy Tài Parker và Phượng Lửa - hai thành viên trong Băng Sói - đánh cắp một pho tượng. Trong cuộc chạm trán, An đã vô tình giết chết Tài. Phượng chạy thoát và thề sẽ giết An để trả thù cho Tài. Công an kiểm tra pho tượng thì thấy có nhiều kim cương được giấu bên trong. Phượng cho một sát thủ tấn công vào nhà An nhưng An đã hạ gục tên sát thủ. Lộc biết chuyện liền la mắng Phượng, nói rằng không được để hận thù riêng làm hỏng chuyện lớn, vì hắn sắp có một cuộc giao dịch với tội phạm nước ngoài.
An cho Bình - đứa em trai bị chậm phát triển của cô - tạm thời qua ở nhà Minh. Cô đề nghị Minh cho mình đến địa phương khác để theo dõi Băng Sói. Cô đi theo hai tên thuộc hạ của Lộc và biết được Lộc có căn biệt thự gần đó. Khi Lộc mở tiệc tùng, An đã đột nhập vào biệt thự nhưng không may bị Phượng phát hiện. Cả hai đánh nhau một trận, sau đó An chạy thoát cùng với chiếc máy tính xách tay của Lộc. Một tên thuộc hạ của Lộc đi theo thiết bị định vị và đột nhập vào phòng khách sạn của An để lấy lại máy tính. Minh bắt đầu đi triệt phá nhiều cơ sở kinh doanh của Lộc. Lộc và Shark có một cuộc giao dịch trong rừng, bất ngờ bị đội công an của Minh và An đột kích. An và Phượng đánh nhau lần nữa, Phượng bị rơi xuống vực và chết. Lộc chạy thoát khỏi đội công an rồi bắt được An đưa về nhà để tra tấn, đánh đập. Lộc định giết An nhưng Kiên Lãng Tử - một người công an nằm vùng với vỏ bọc thuộc hạ của Lộc - đã giúp cô trốn thoát. Kiên tiết lộ rằng Lộc không phải là ông trùm thật sự của Băng Sói, vẫn còn người khác đứng sau hắn, đó là Trương Lực.
Băng Sói bắt được Bình và giam giữ cậu làm con tin. Lộc cho thuộc hạ truy sát An và Kiên, bắn nổ căn nhà hai người đang ẩn náu. Minh được cấp trên giao nhiệm vụ giả vờ làm công an tham nhũng để tiếp cận Lộc. An và Kiên đến nhà một người sư huynh của Kiên, nhờ anh ta giúp đỡ trong cuộc chạm trán sắp tới với bọn tội phạm. Minh dẫn đầu lực lượng công an đột kích Băng Sói ở một bãi container, một cuộc đấu súng gây cấn diễn ra. An giải cứu Bình thành công. Sau đó An và Kiên đến dinh thự của Lực, hai người cố gắng hạ gục Lực khi hắn sử dụng hai thanh kiếm Nhật để tấn công. Sư huynh của Kiên đã chết trong cuộc giao chiến này. Cuối cùng Lộc và Lực bị bắt. Vụ án kết thúc cũng như Băng Sói đã tan rã, An, Kiên và Minh được cấp trên khen ngợi. Cuối phim có một vụ cướp xảy ra ở một tòa nhà, Minh đã gọi An đến hỗ trợ anh.

## Diễn viên
- Trương Ngọc Ánh vai Nguyễn An An
- Vĩnh Thụy vai Trưởng Phòng Minh
- Thiên Nguyễn vai Kiên Lãng Tử
- Lâm Vissay vai Lộc Sói
- Cường Seven vai Trương Lực
- Maria Trần vai Phượng Lửa
- Hiếu Nguyễn vai Đầu Bạc
- Marcus Guilhem vai Hải Sát Quyền
- Mike Leeder vai Mr Cruise

## Sản xuất
Phim được quay trong hơn 60 ngày và đi qua nhiều địa điểm khác nhau bao gồm Thành phố Hồ Chí Minh, Hồ Tràm, Đà Lạt và Nha Trang. Một vài cảnh phim được diễn ở Hồng Kông; Mike Leeder đã bay vào Hồ Tràm vài ngày để vào vai nhân vật "Mr Cruise".

## Chiếu thử
Hai buổi chiếu thử đã được tổ chức tại VivoCity ở Thành phố Hồ Chí Minh và CGV tại Hà Nội.